# بلو ارث (مینه‌سوتا)
بلو ارث، مینه‌سوتا (به انگلیسی: Blue Earth, Minnesota) یک شهر در ایالات متحده آمریکا است که در مینه‌سوتا واقع شده‌است.

## خصوصیات
بلو ارث ۸٫۷۰ کیلومترمربع مساحت و ۳٬۳۵۳ نفر جمعیت دارد و ۳۳۲ متر بالاتر از سطح دریا واقع شده‌است.